# Misty Fiords National Monument
Il Misty Fiords National Monument è un parco nazionale dell'Alaska situato a circa 64 km ad est di Ketchikan (Alaska).55°19′38.9″N 131°29′11.17″W

## Geografia fisica
Il parco si presenta come una moltitudine intricata di scogliere, fiordi ripidi e pareti di roccia alte fino a 900 metri sul mare. Il clima è molto umido (spesso le pareti ricche di cascate sono avvolte nella foschia e nella nebbia) con frequenti precipitazioni piovose (oltre 381 cm di pioggia ogni anno). La fauna locale è caratterizzata dalla presenza di orsi bruni e neri, capre di montagna, cervi, aquile dalla testa bianca e moltissimi mammiferi marini.

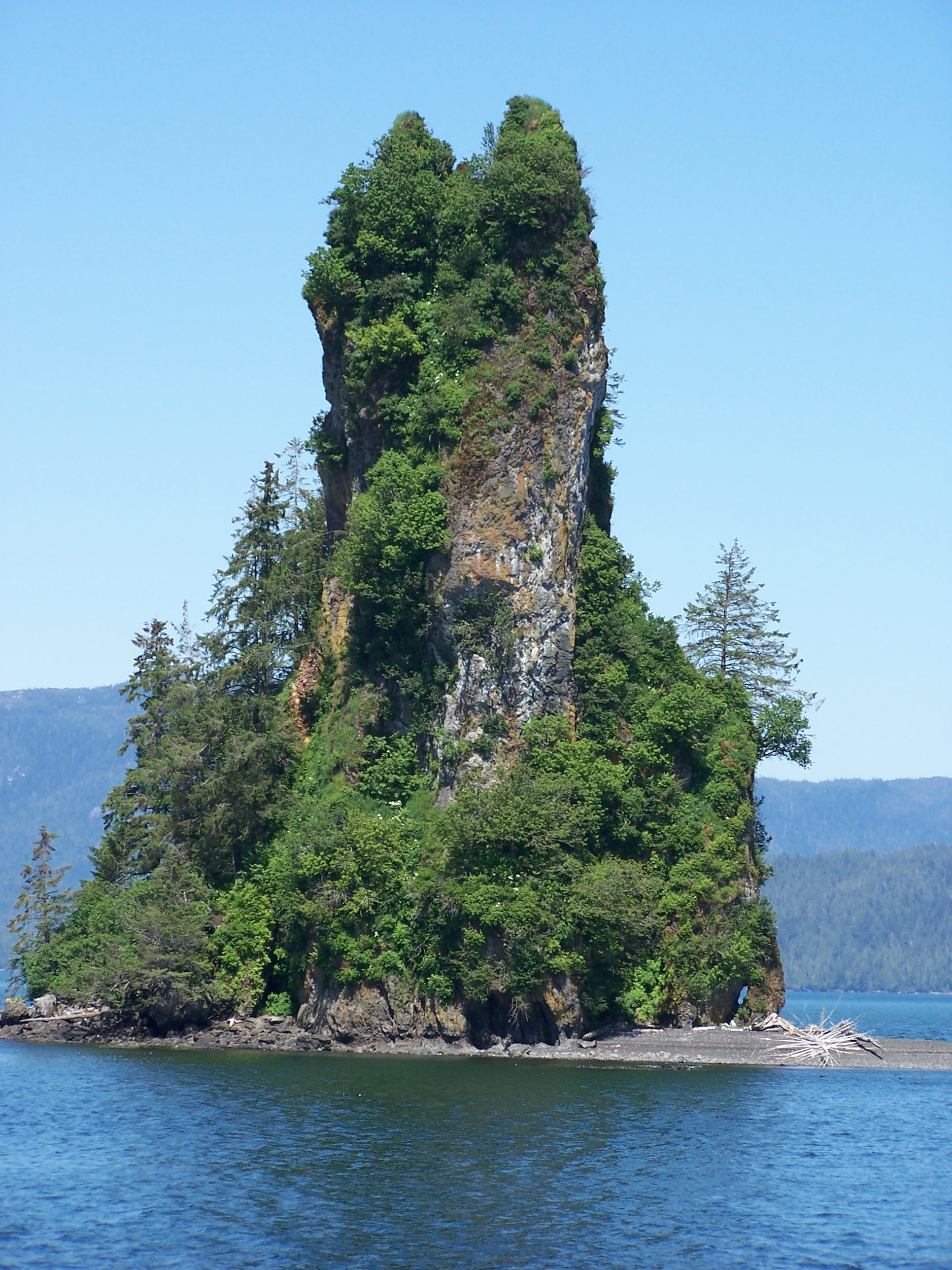
New Eddystone Rock

Caratteristico, all'entrata del parco, è il "New Eddystone Rock" un pilastro di basalto che emerge solitario dal mare.

## Turismo
Le varie zone del parco possono essere raggiunte da Ketchikan o in aereo (idrovolanti) o tramite crociere organizzate su catamarani di uno o più giorni.
Il parco è stato proclamato originariamente dal presidente Jimmy Carter nel dicembre del 1978

## Alcune immagini del parco

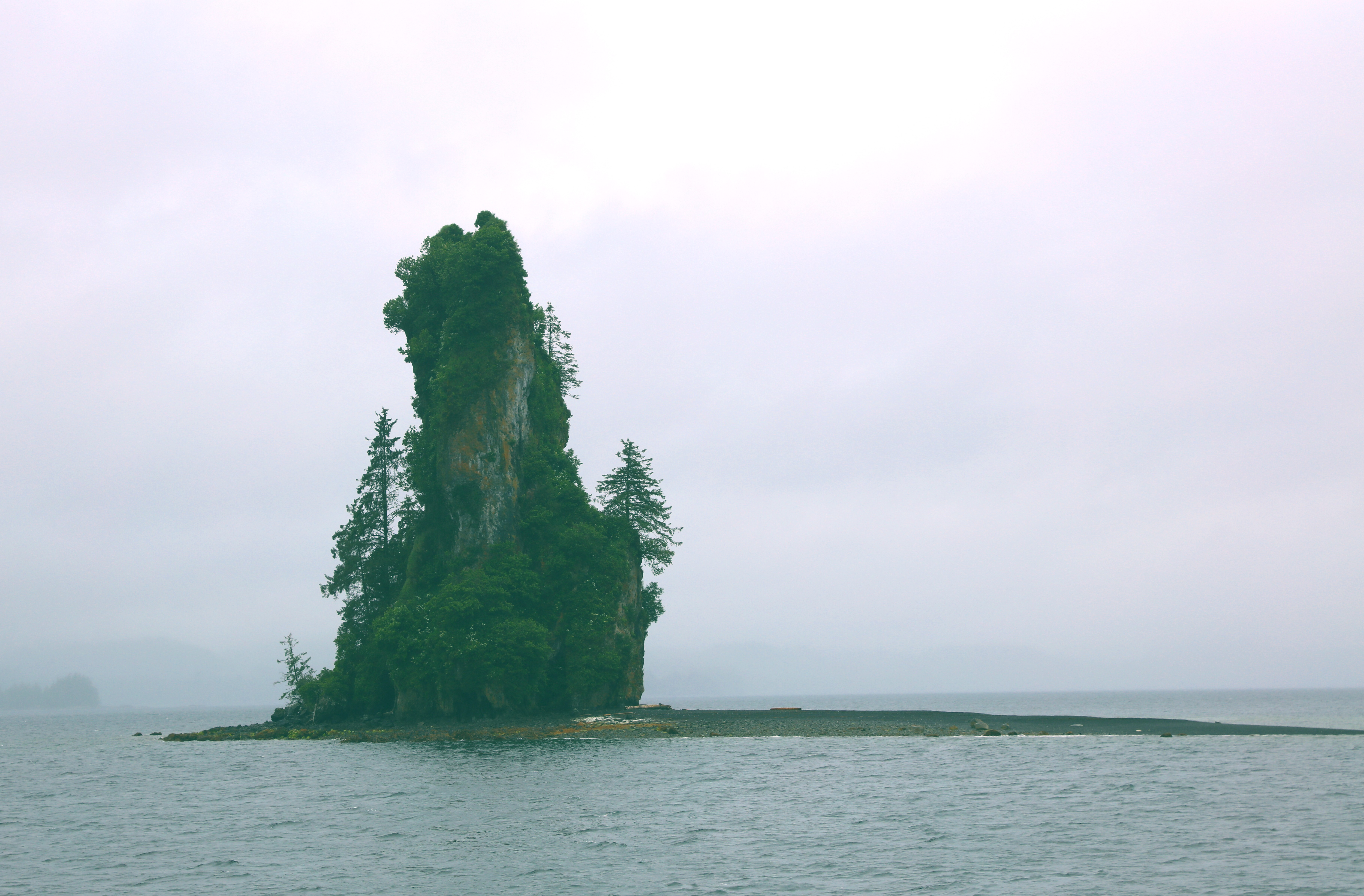
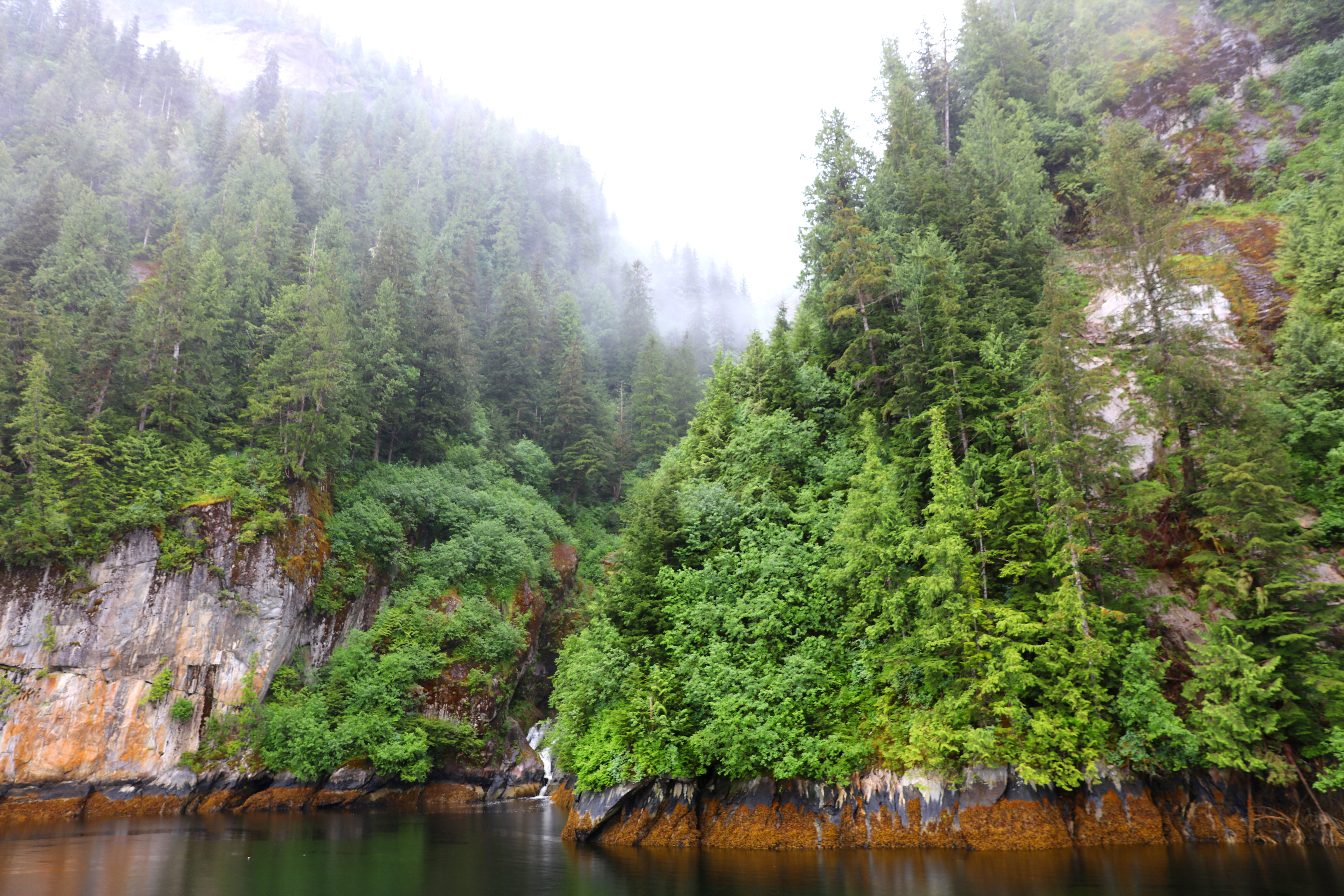
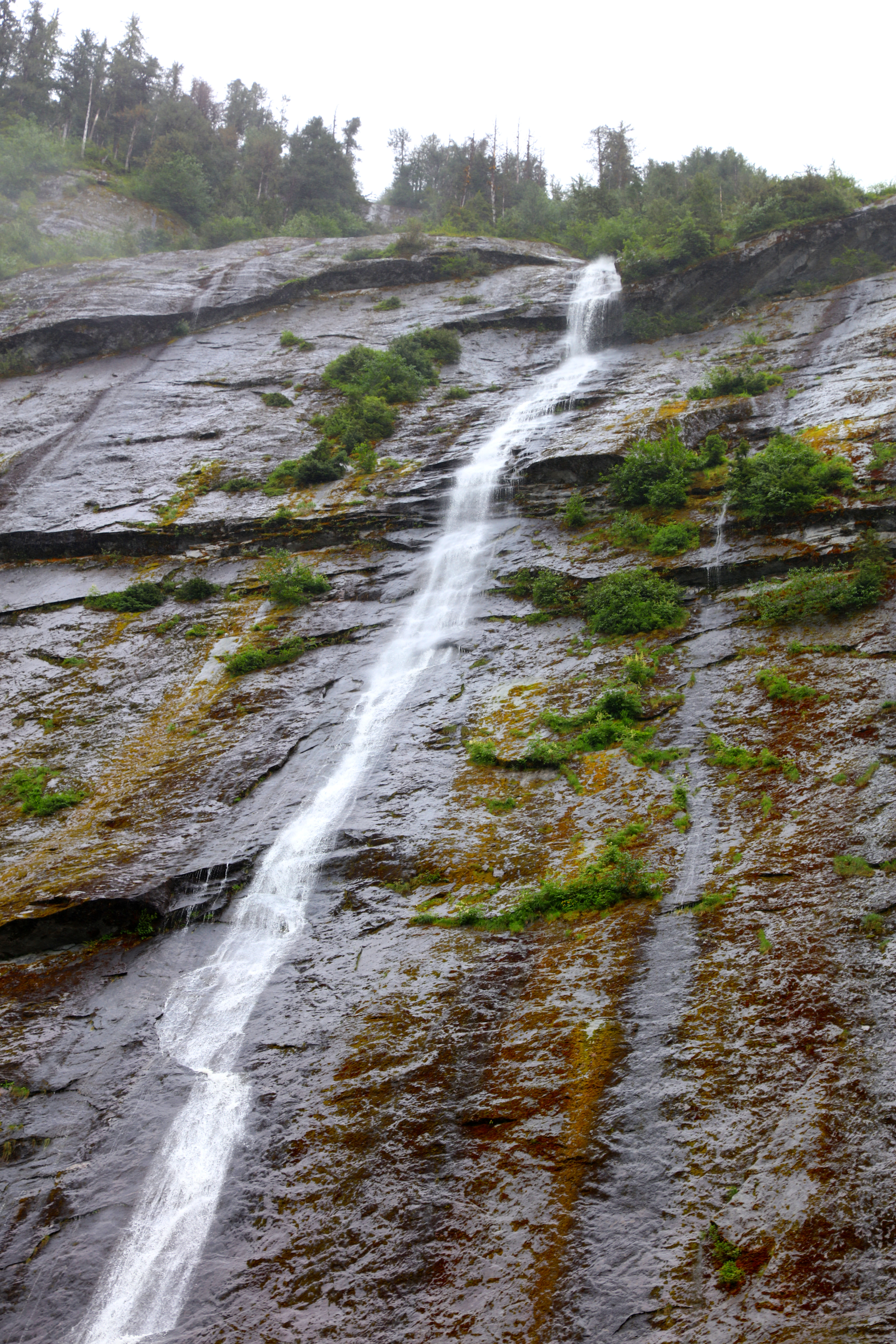
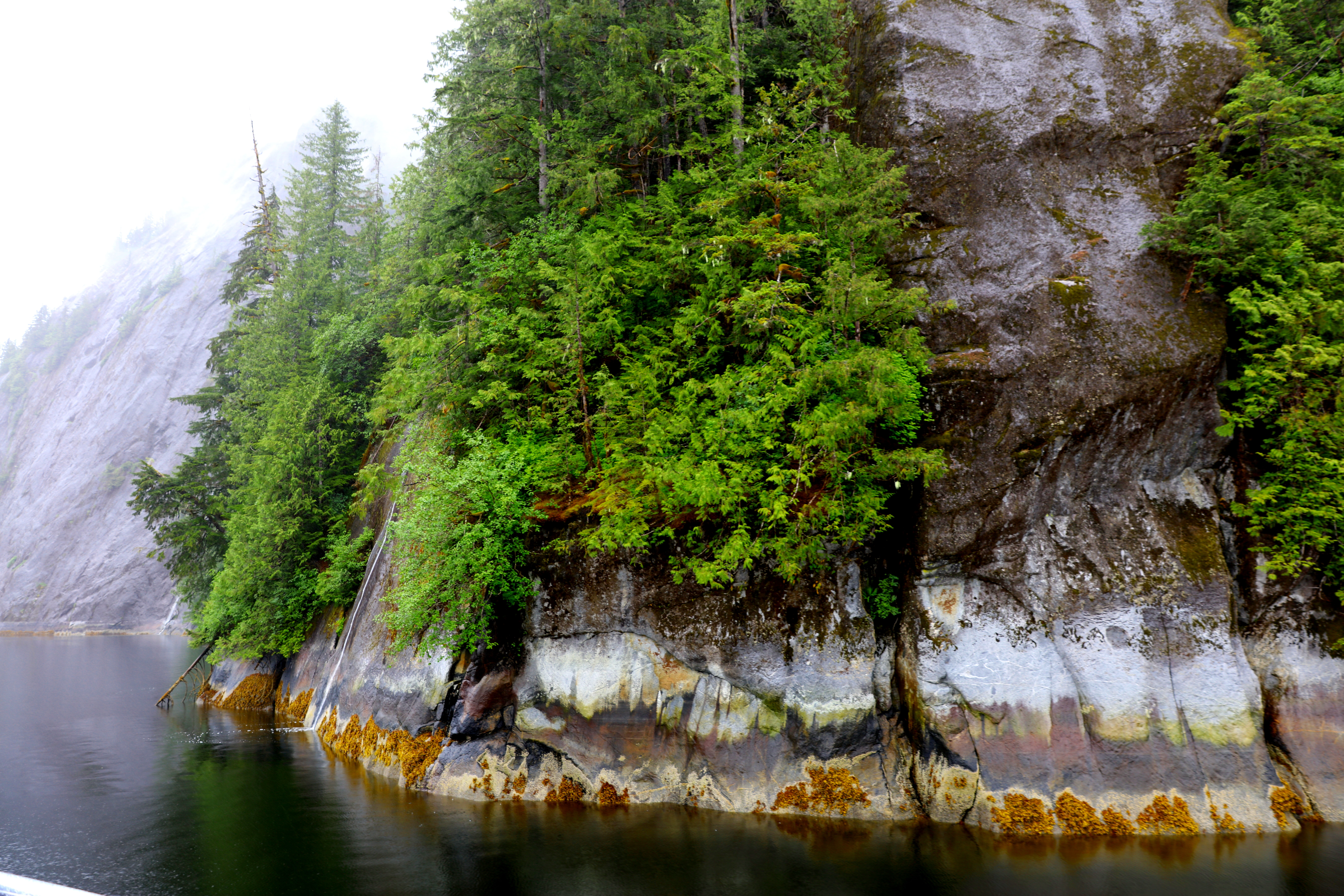
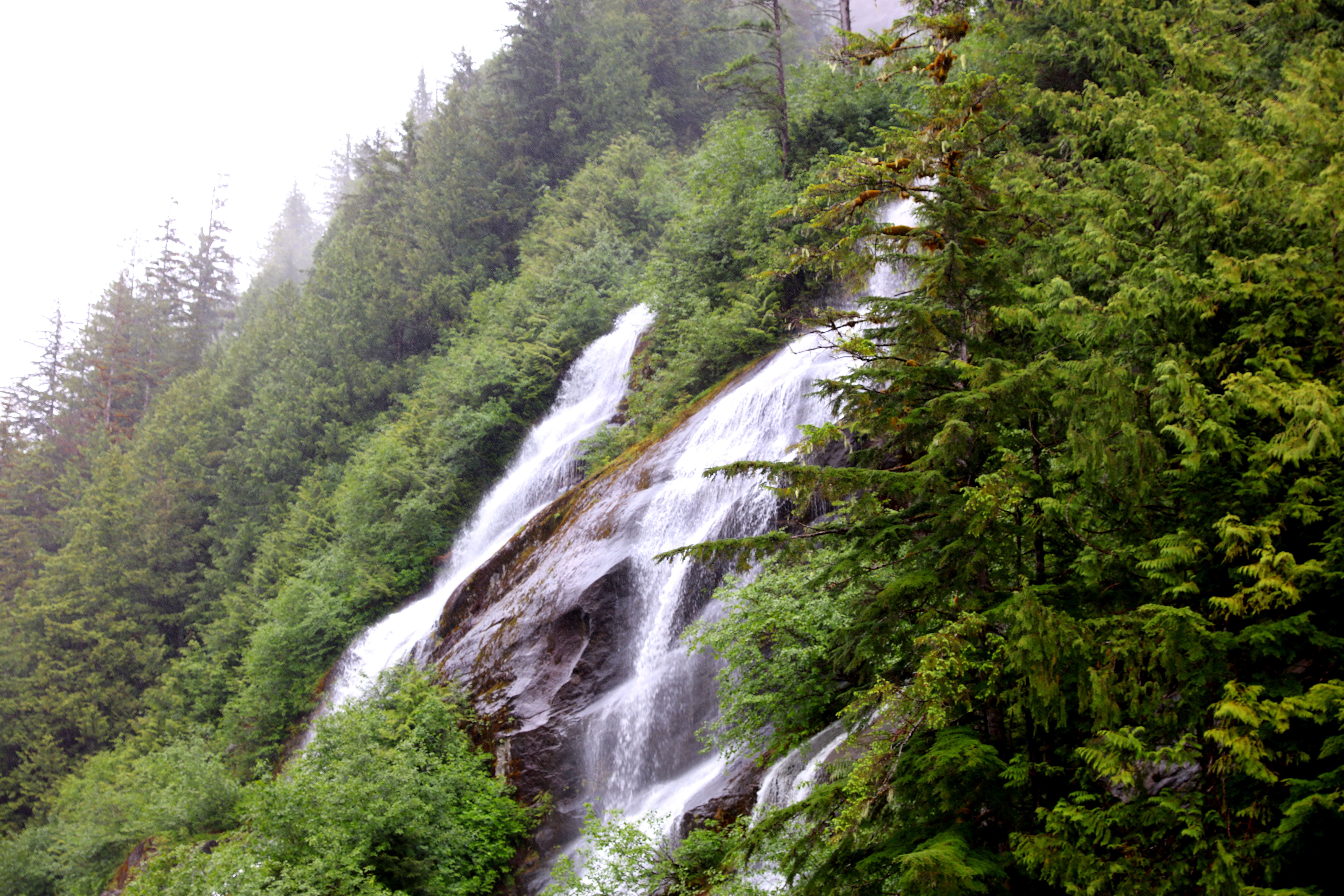
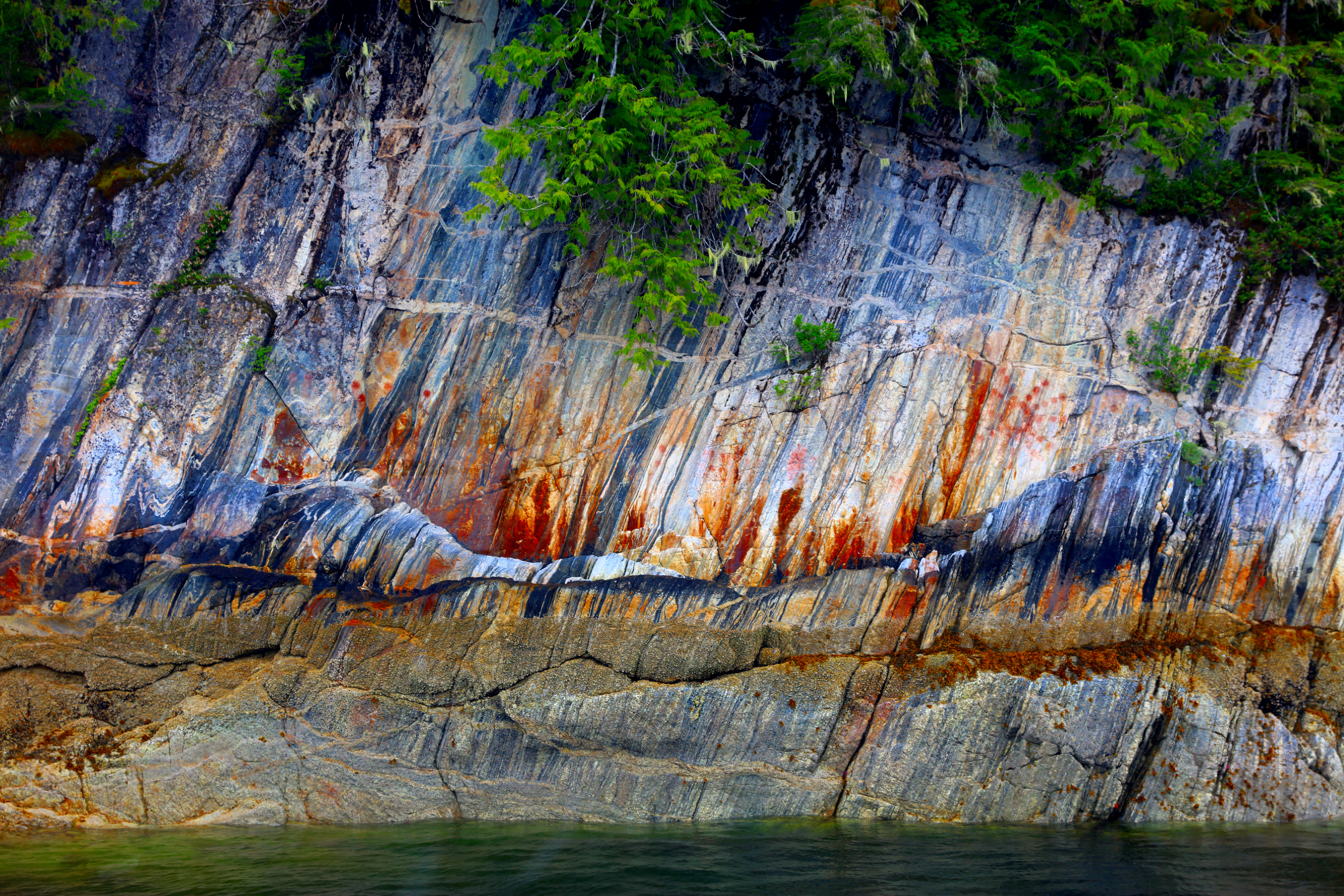
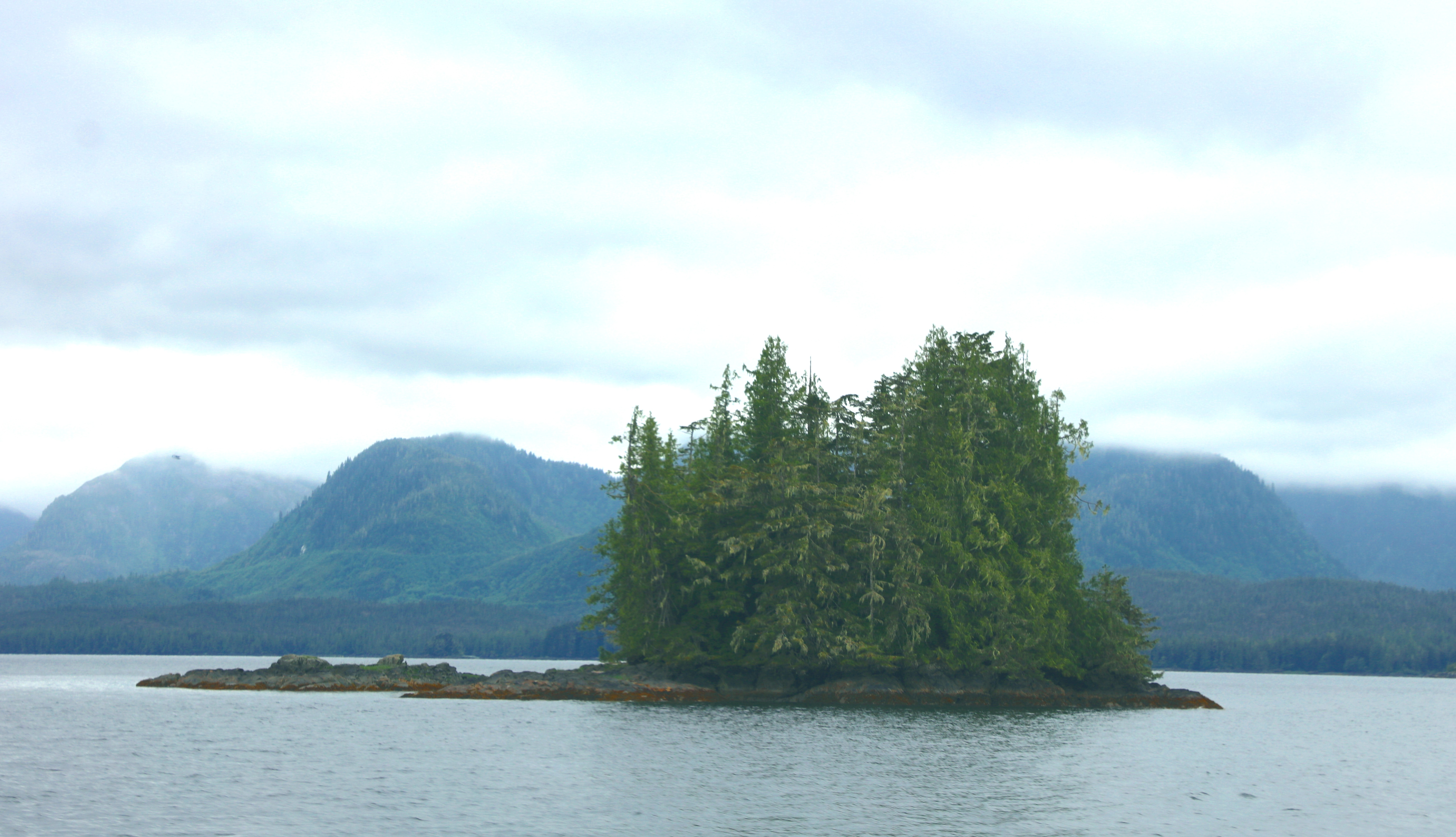
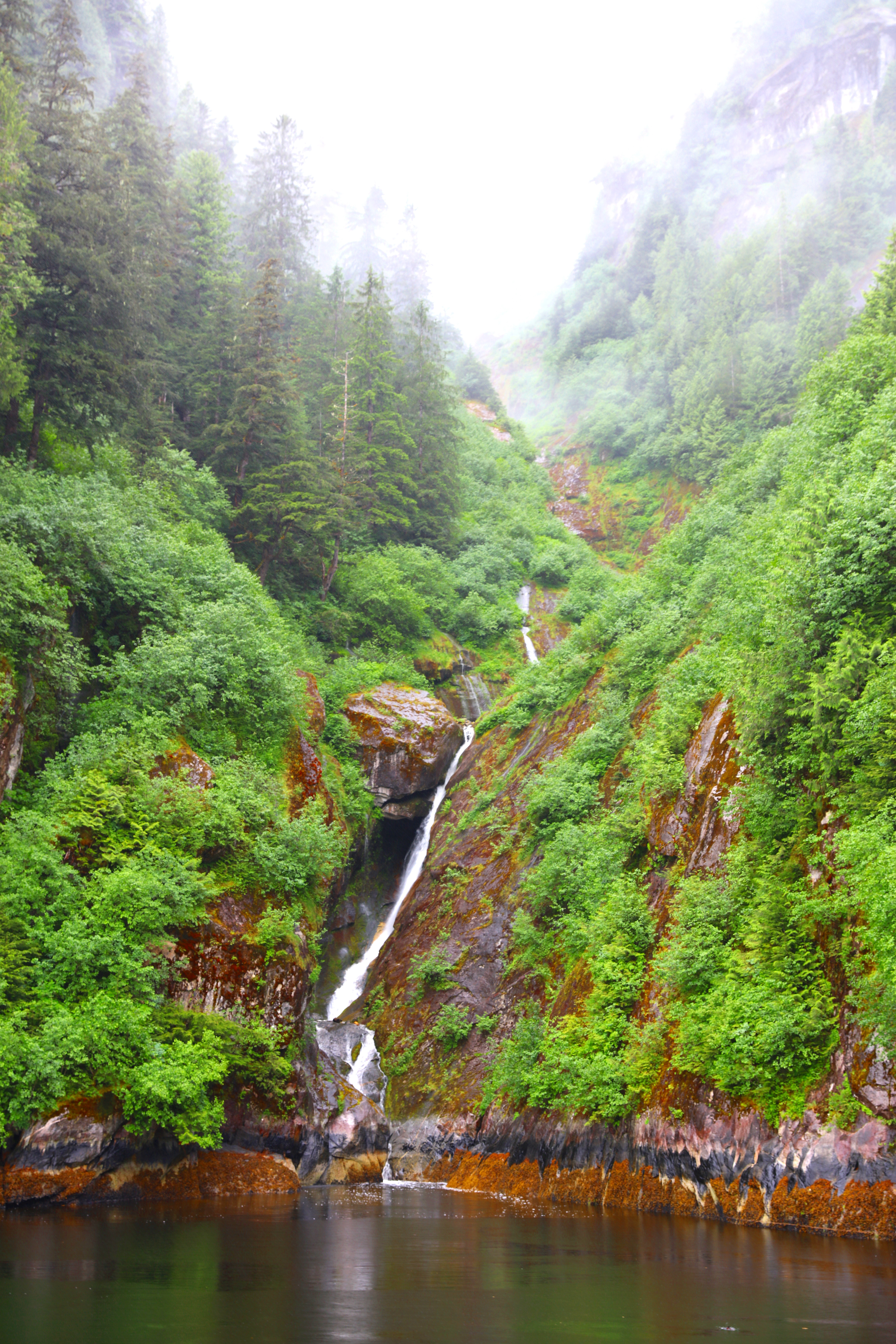
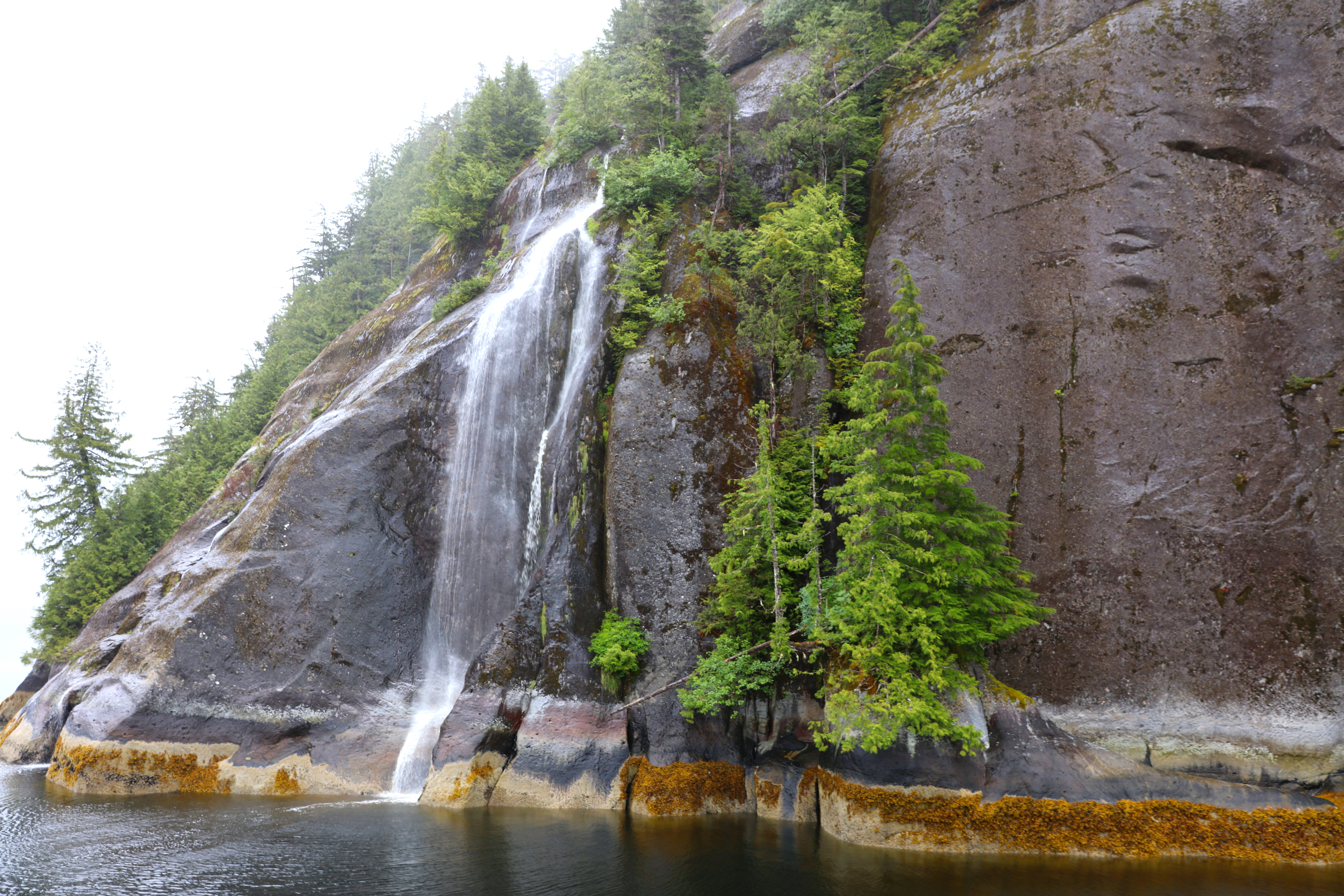
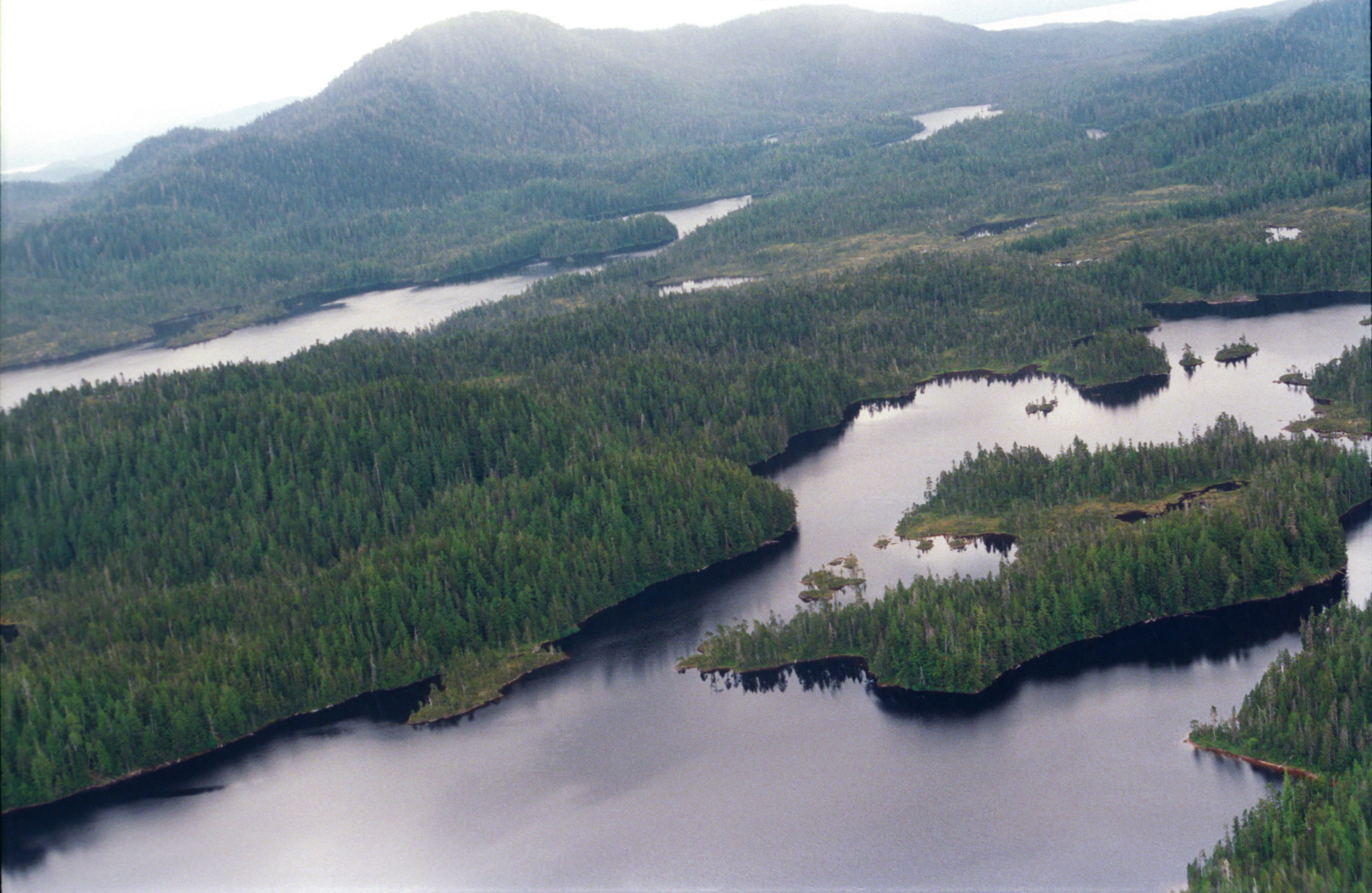